# Castelul Langeais

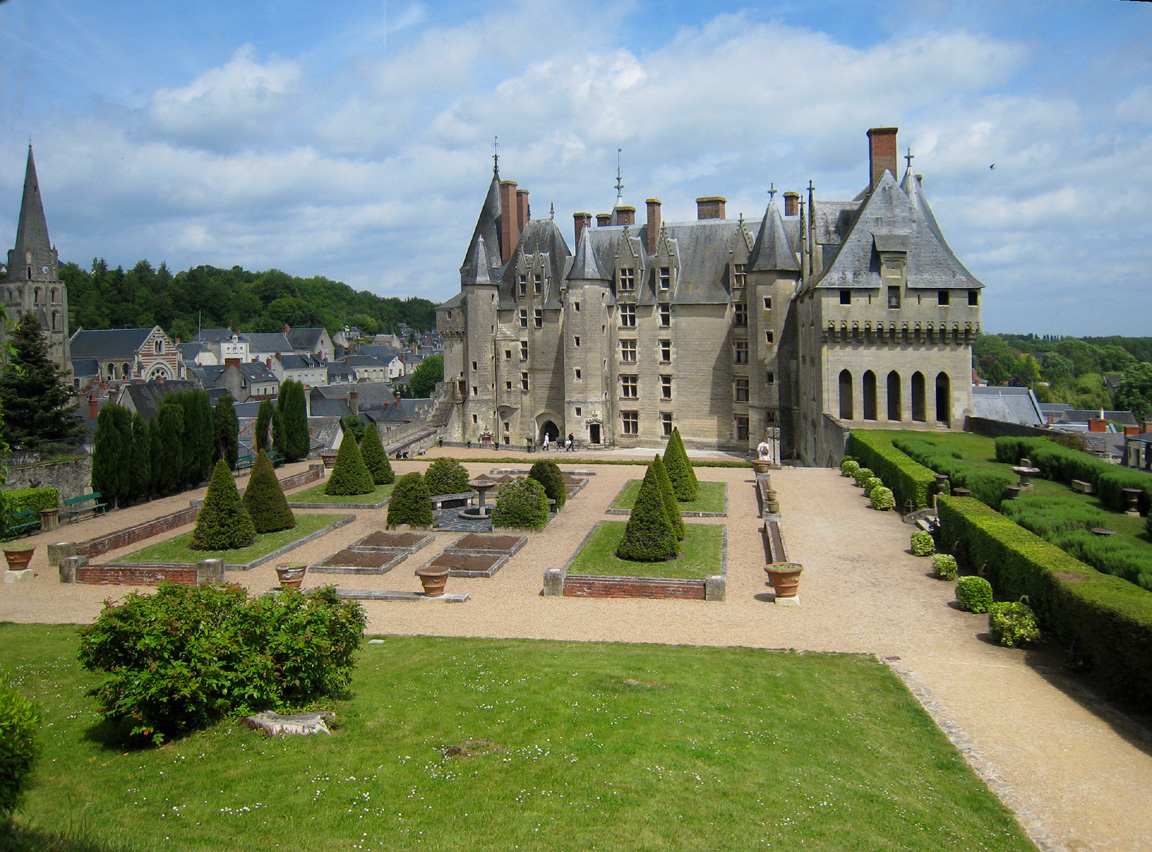
Castelul Langeais, grădina castelului

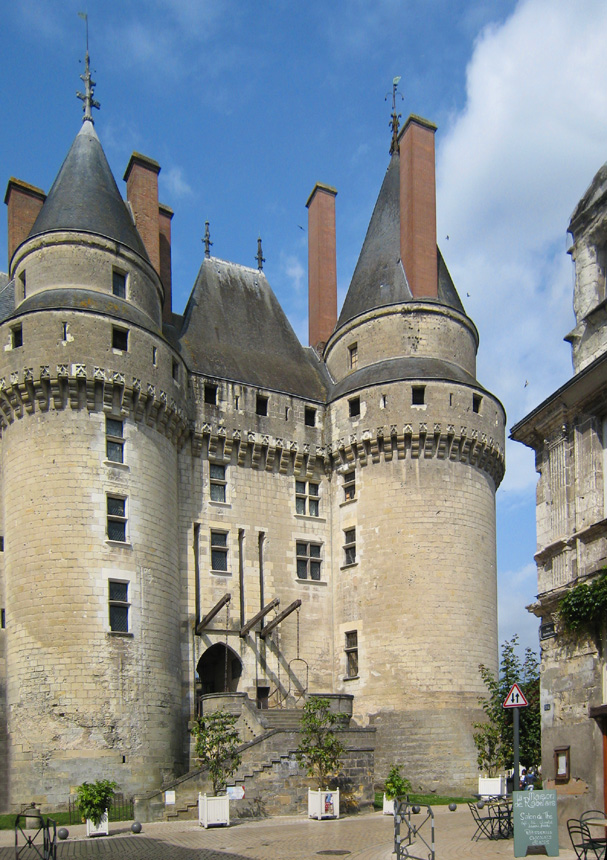
Turnurile cu podul suspendat

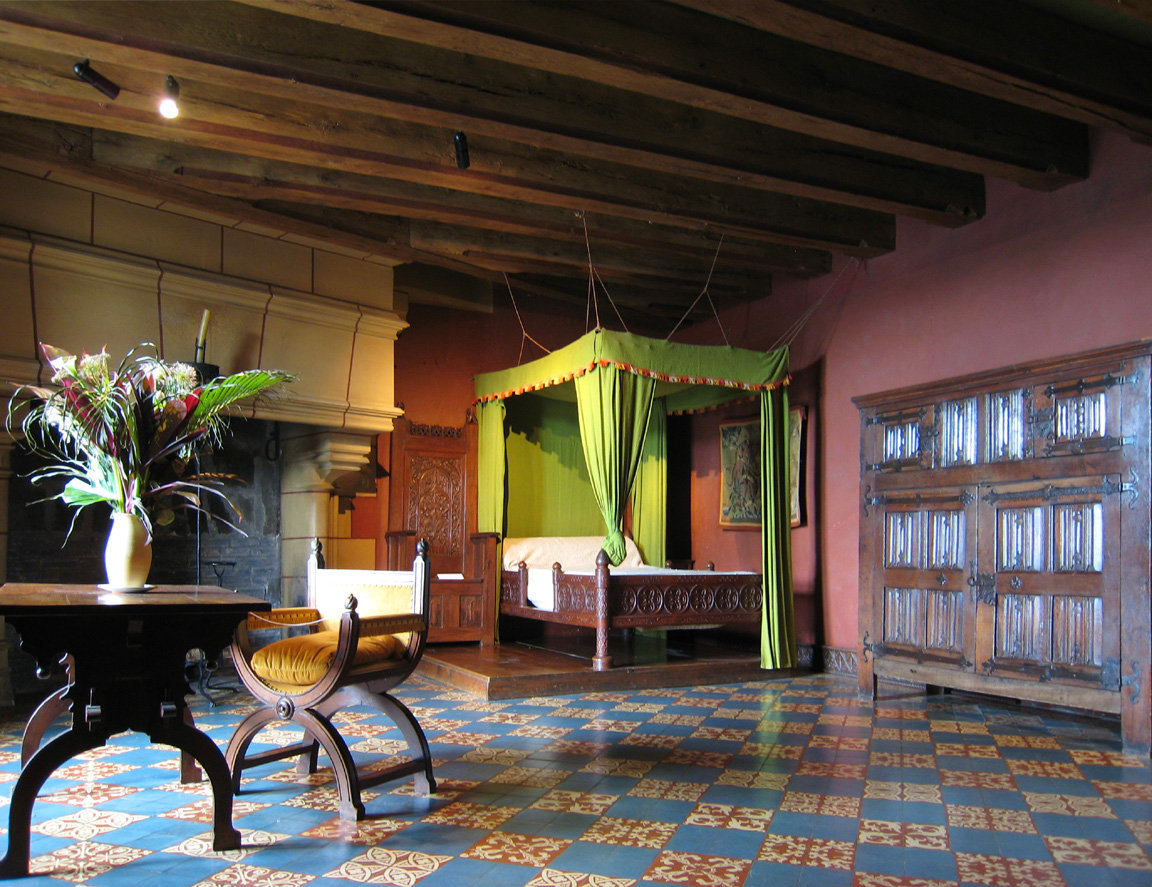
Interiorul gotic

Castelul Langeais este un castel, care troneazǎ peste orașul Langeais pe malul drept al râului Loara în Franța.